# 狐狸之書 (動畫)
《狐狸之書》（羅馬化：Agvesagirq）是一部羅伯特·薩哈金茨執導的蘇聯時期亞美尼亞短篇動畫電影。由亞美尼亞電影工作室於1975年根據13世紀基督教僧侶艾格克的瓦爾丹所編著的同名寓言故事集拍攝。動畫片結合了古老的寓言故事與當代流行音樂的元素。

## 外部連結
- 互联网电影数据库（IMDb）上《狐狸之書》的资料（英文）